# Brosix
Brosix (früher bekannt als Brosix Corporate Instant Messenger) ist ein sicherer Instant Messenger, der es den Benutzern ermöglicht, miteinander zu kommunizieren. Er verwendet 256-Bit AES-Verschlüsselung, um Nachrichten zu verschlüsseln, und garantiert so deren Sicherheit. Das Produkt ist in zwei Ausgaben verfügbar: Brosix Personal ist die Freeware-Version zum persönlichen Gebrauch für Einzelpersonen, während Brosix Business für Unternehmen und Betriebe gedacht ist, denen es auch den Aufbau eines eigenen, privaten Messaging-Netzwerks erlaubt.
Brosix bietet Funktionen für Text-, Sprach- und Videonachrichten, zur Erstellung und Übertragung von Screenshots, zur Übertragung von Dateien, eine Whiteboard- und eine Desktop-Sharing-Funktion.
Brosix nahm an der Wahl zum „Best IM Client 2009 Award“ und zum „Best IM Client 2010 Award“ teil, der von About.com organisiert wurde. Im Jahr 2009 gewann Brosix die Kategorie „Best IM Feature“ für das Brosix Whiteboard und die Kategorie „Entwickler des Jahres“. Brosix belegte den zweiten Platz in der Kategorie „Most Improved IM Client 2009“ und war unter den ersten drei der Kategorien „Best IM Client 2009“ und „Best Third-Party IM Client 2009“. Im Jahr 2010 gewann Brosix die Kategorie „Best IM Feature“ für Brosix Screenshot.